# Lijst van rangen en insignes van het Nationalsozialistisches Kraftfahrkorps

Vlag van het NSKK

Hieronder volgt een Lijst van rangen en insignes van het Nationalsozialistisches Kraftfahrkorps, of NSKK in nazi-Duitsland.
Het is een paramilitair rang systeem dat werd gebruikt tussen de jaren 1931 en 1945. De rangen waren gebaseerd op de rangen en insignes van de Sturmabteilung (SA), waar de NSKK van origine deel van uitmaakte.

## Rangen

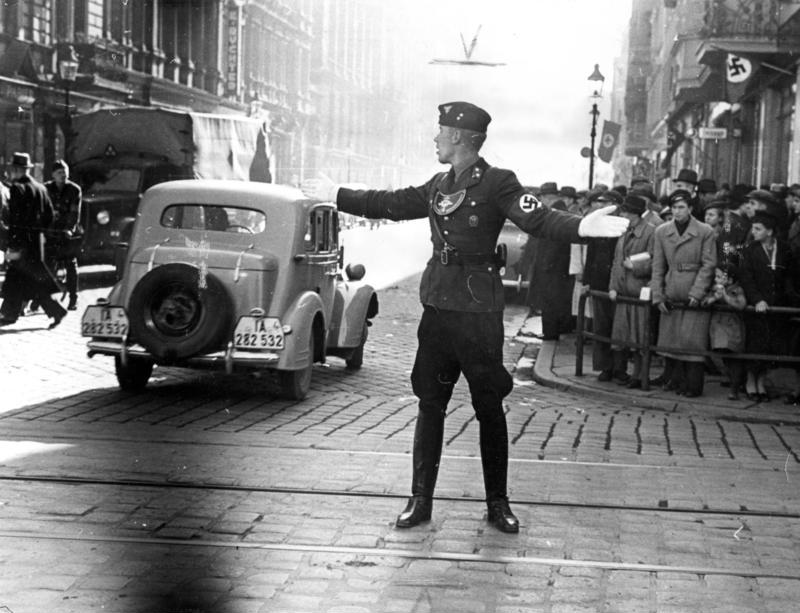
Een NSKK-Truppführer regelt het verkeer in Poznań, oktober 1939.

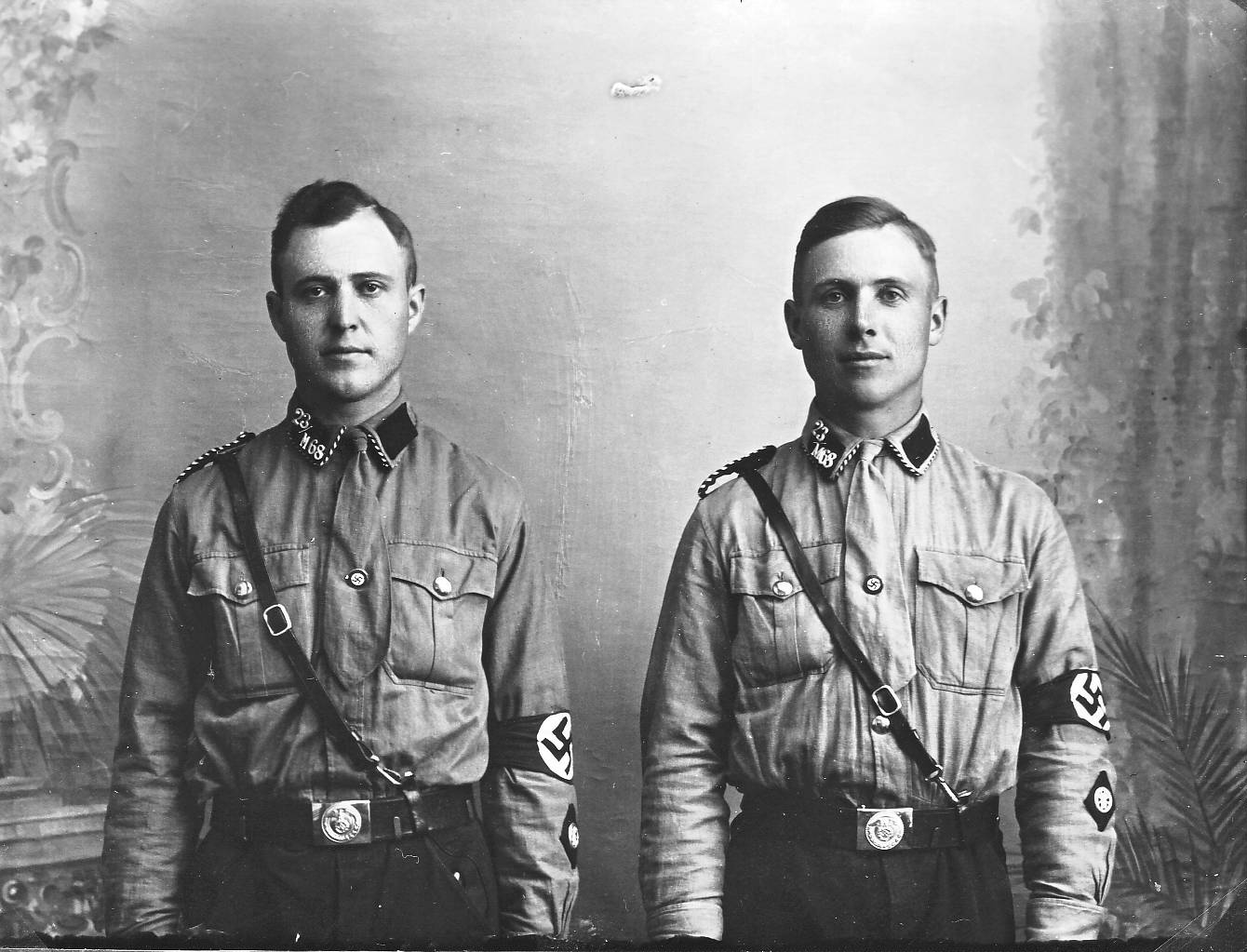
Twee NSKK-Sturmmann van Sturm 23/68. NSKK-Motorstandarte, (zie de informatie op de rechter kraagspiegels)

| NAVO-schaal | NSKK-rangen         | Vertaling                    | Wehrmacht equivalent   | NL Landmacht equivalent |
|             |                     |                              |                        |                         |
| OF-10       | Korpsführer         | Korpsleider                  | Generalfeldmarschall   | Geen equivalent         |
| OF-9        | Korpsführer         | Korpsleider                  | Generaloberst          | Generaal                |
| OF-8        | Obergruppenführer   | Hogere-groepenleider         | General (per wapenvak) | Luitenant-generaal      |
| OF-7        | Gruppenführer       | Groepsleider                 | Generalleutnant        | Generaal-majoor         |
| OF-6        | Brigadeführer       | Brigadeleider                | Generalmajor           | Brigadegeneraal         |
|             |                     |                              |                        |                         |
| OF5a        | Oberführer          | Hogere-leider                | Geen equivalent        | Geen equivalent         |
| OF5b        | Standartenführer    | Regimentsleider              | Oberst                 | Kolonel                 |
| OF-4        | Obersturmbannführer | Hogere-aanvalseenheidsleider | Oberstleutnant         | Luitenant-kolonel       |
| OF-3        | Sturmbannführer     | Aanval-eenheidsleider        | Major                  | Majoor                  |
| OF-2        | Hauptsturmführer    | Hoofdaanvalsleider           | Hauptmann              | Kapitein                |
| OF-1a       | Obersturmführer     | Hogere-aanvalsleider         | Oberleutnant           | Eerste luitenant        |
| OF-1b       | Sturmführer         | Aanvalsleider                | Leutnant               | Tweede luitenant        |
|             |                     |                              |                        |                         |
| OR-8        | Haupttruppführer    | Hoofdtroepleider             | Stabsfeldwebel         | Adjudant-onderofficier  |
| OR-7        | Obertruppführer     | Hogere-troepleider           | Oberfeldwebel          | Sergeant-Majoor         |
| OR-6        | Truppführer         | Troepleider                  | Feldwebel              | Sergeant 1e Klasse      |
| OR-5        | Oberscharführer     | Hogere-sectieleider          | Unterfeldwebel         | Sergeant                |
| OR-4        | Scharführer         | Sectieleider                 | Unteroffizier          | Korporaal der 1e Klasse |
|             |                     |                              |                        |                         |
| OR-3        | Rottenführer        | Sectieleider                 | Obergefreiter          | Korporaal               |
| OR-2        | Obersturmmann       | Hogere-stormtroeper          | Geen equivalent        | Soldaat der 1e Klasse   |
| OR-2        | NSKK-Mann/Sturmmann | Man/Stormtroeper             | Gefreiter              | Soldaat der 2e Klasse   |
| OR-1        | NSKK-Anwärter       | Kandidaat                    | Soldat                 | Soldaat der 3e Klasse   |

| - 1 NSKK-Sturmmann - 2 NSKK-Obersturmmann | - 3 NSKK-Rottenführer - 4 NSKK-Scharführer | - 5 NSKK-Oberscharführer - 6 NSKK-Truppführer | - 7 NSKK-Obertruppführer - 8 NSKK-Haupttruppführer |

| - 9 NSKK-Sturmführer - 10 NSKK-Obersturmführer | - 11 NSKK-Sturmhauptführer - 12 NSKK-Sturmbannführer | - 13 NSKK-Obersturmbannführer - 14 NSKK-Standartenführer | - 15 NSKK-Oberführer - 16 NSKK-Brigadeführer | - 17 NSKK-Gruppenführer - 18 NSKK-Obergruppenführer | - 19 NSKK-Korpsführer |

## Eenheidsinsigne
Voor alle rangen vanaf Oberstaffelführer en lager, toonde de NSKK een eenheidskraagspiegel, gedragen op de rechterkraag, tegenover de insigne van de rang. Deze eenheidsinsigne toonde de manschap zijn Sturm (compagnie)’s nummer, gevolgd door het nummer van het gemotoriseerde regiment tot waar hij toe behoorde binnen de NSKK.